# 中國華泰瑞銀
中國華泰瑞銀控股有限公司，簡稱中國華泰瑞銀控股和中國華泰瑞銀（英語：Sino Splendid Holdings Limited，港交所：8006），在1974年，於新加坡（總部）成立「TTG Asia Media Pte Ltd.」，總部位於香港。
現時業務在全球經營出版業及各類會展行業，包括旅遊、旅行業等提供商務性質。
該股份在2013年11月26日，由當時中華網科技公司更換上市而來。

## 連結
- sinosplendid.com（页面存档备份，存于）
- ttgasiamedia.com（页面存档备份，存于）